# Rachis

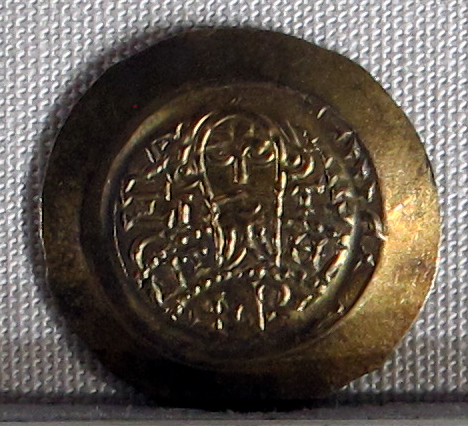
Rachis representado en una moneda de oro (744-749)

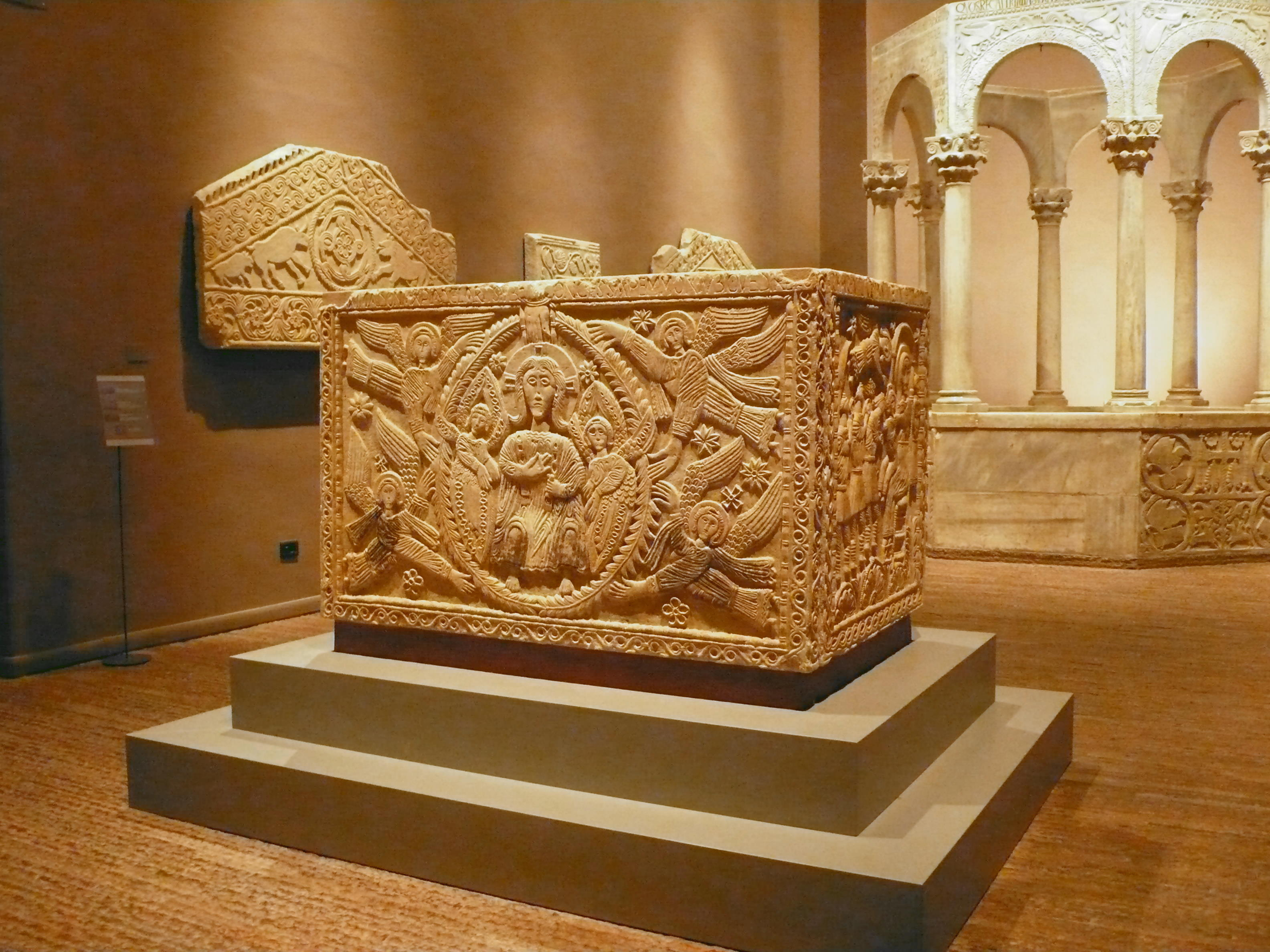
Altar de Rachis en Cividale, dedicado a la memoria de su padre Pemmo

Rachis o Raqui (también escrito Ratchis, Raditschs, Radics, Radiks; m. después de 757) fue duque del Friul (739-744) y rey de los lombardos (744-749). 

## Biografía
Era hijo de Pemmo de Friuli y sobrino del rey lombardo Liutprando, quien lo nombró duque del Friul en 737 a pesar de su anterior conflicto con Pemmo. Rachis se casó con Tassia, una romana. Durante su regencia del Friul, mandó una expedición contra los eslavos en Carniola, cruzando los Alpes orientales y combatiendo personalmente en las batallas. 
Llegó a ser rey de la Italia septentrional en 744, después de la deposición de Hildebrando, posiblemente con el apoyo de los más independientes entre los duques lombardos. Rachis reinó en paz al principio, en particular con el cercano Exarcado de Rávena, gobernado por los bizantinos. Sin embargo, empujado quizás por el partido más tradicional de sus seguidores, en 749 invadió la Pentápolis y sitió la ciudad de Perugia. El papa Zacarías lo convenció de que levantara el asedio, pero esto disminuyó aún más su autoridad entre los duques, quienes lo depusieron en el mismo año durante una asamblea celebrada en Milán. Su hermano Astolfo se convirtió en el nuevo rey. Rachis intentó inicialmente oponerse a la decisión, pero pronto se vio obligado a huir a Roma; más tarde entró con su familia en la abadía de Montecassino. 
Al morir Astolfo en 756, intentó reinar de nuevo sobre los lombardos. Consiguió controlar el palacio real en Pavía con el apoyo de varios nobles lombardos de la Italia septentrional. Sin embargo, fue derrotado por el duque de Toscana, Desiderio, apoyado, entre otros, por el papa Esteban II y el rey franco Pipino el Breve. En 757 Rachis se retiró de nuevo a un claustro, bien Montecassino o bien Cervaro.